# Stubbs the Zombie
Stubbs the Zombie in "Rebel Without a Pulse" (ou simplesmente Stubbs the Zombie) é um vídeo game de ação em terceira pessoa desenvolvido pela Wideload Games e publicado pela Aspyr Media, e construído com a engenharia do jogo Halo.
Foi lançado em 18 de outubro de 2005 para o console Xbox, e para PC (Windows e Mac OS X) em novembro do mesmo ano. Na Europa, foi lançado em 10 de fevereiro de 2006. Mais tarde, a Valve Corporation tornou o jogo disponível para a compra via Steam em 17 de maio de 2007. Este título tornou-se disponível no Microsoft Live Marketplace como um jogo Xbox Original em 19 de maio de 2008.